# Cartulaire de la commanderie de Richerenches

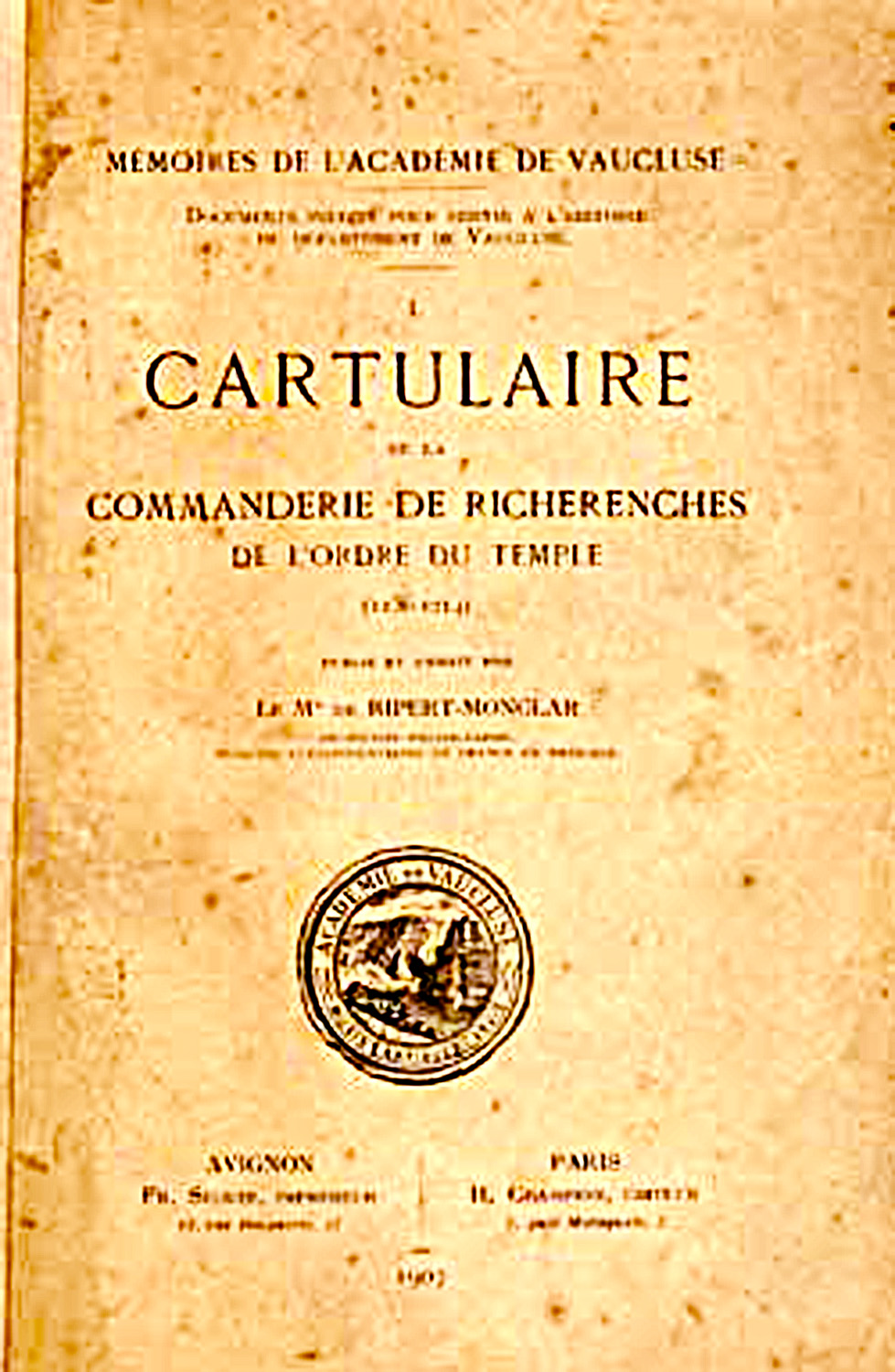
Cartulaire de Richerenches, édition 1907

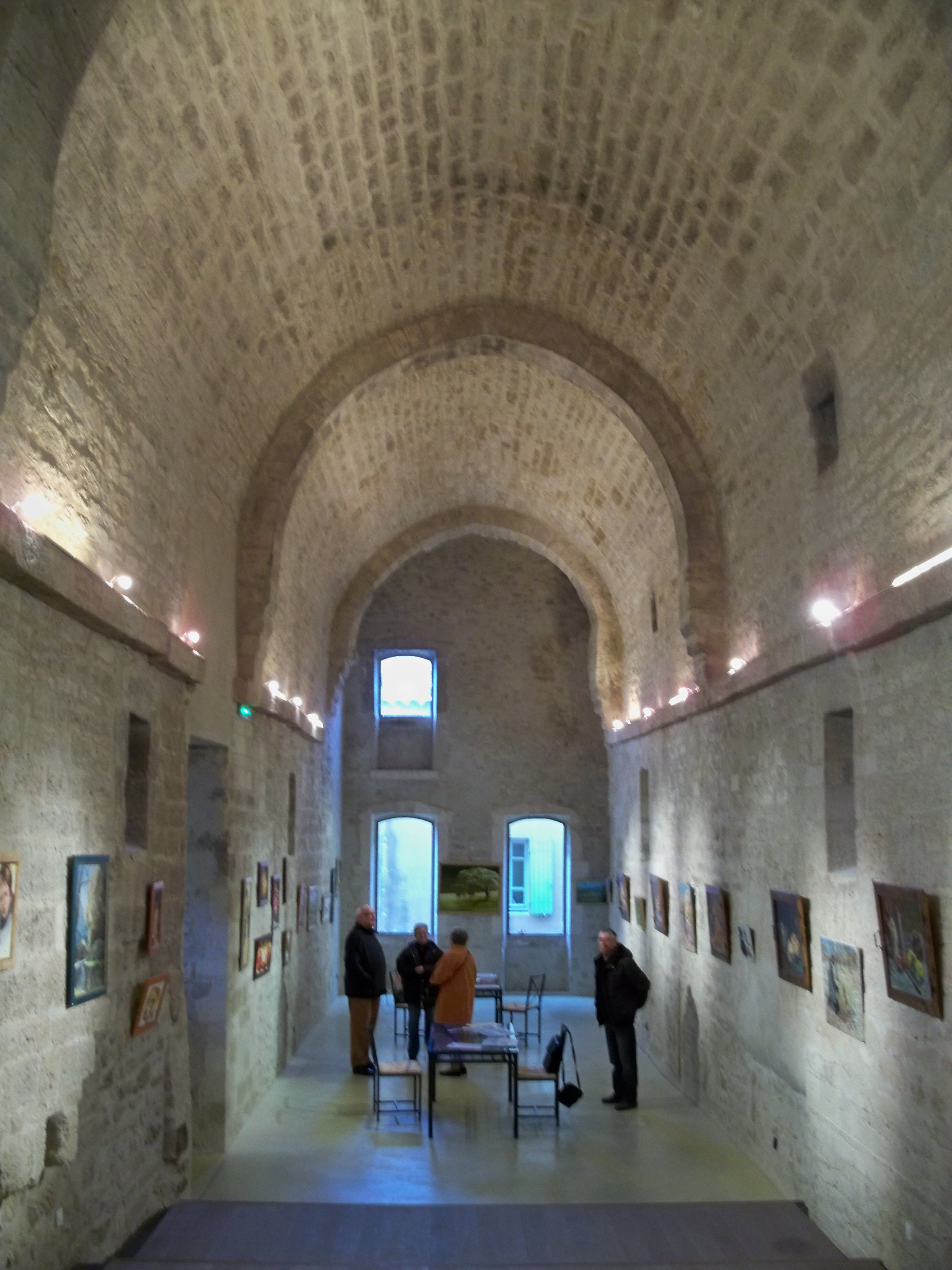
Intérieur de la commanderie de Richerenches

Le cartulaire de la commanderie de Richerenches est un cartulaire rédigé en latin de 1136 à 1214, regroupant des actes concernant la commanderie des templiers de Richerenches, en Vaucluse. Le manuscrit original est pour une partie conservé à la bibliothèque municipale d'Avignon (Codex 1) et pour une autre aux Archives départementales de Vaucluse (110H1).

## Études
Le cartulaire a notamment fait l'objet d'une étude annotée, en 1907, par Ripert-Monclar, reprenant le texte d'origine, et l'introduisant par l'Histoire des familles de notables de la région de l'Enclave des papes, et le complétant de deux chartes de la commanderie de Roaix, ainsi que de séances arbitrales entre la commanderie de Richerenches et la doyenné de Colonzelle.